# Ellen Andrée

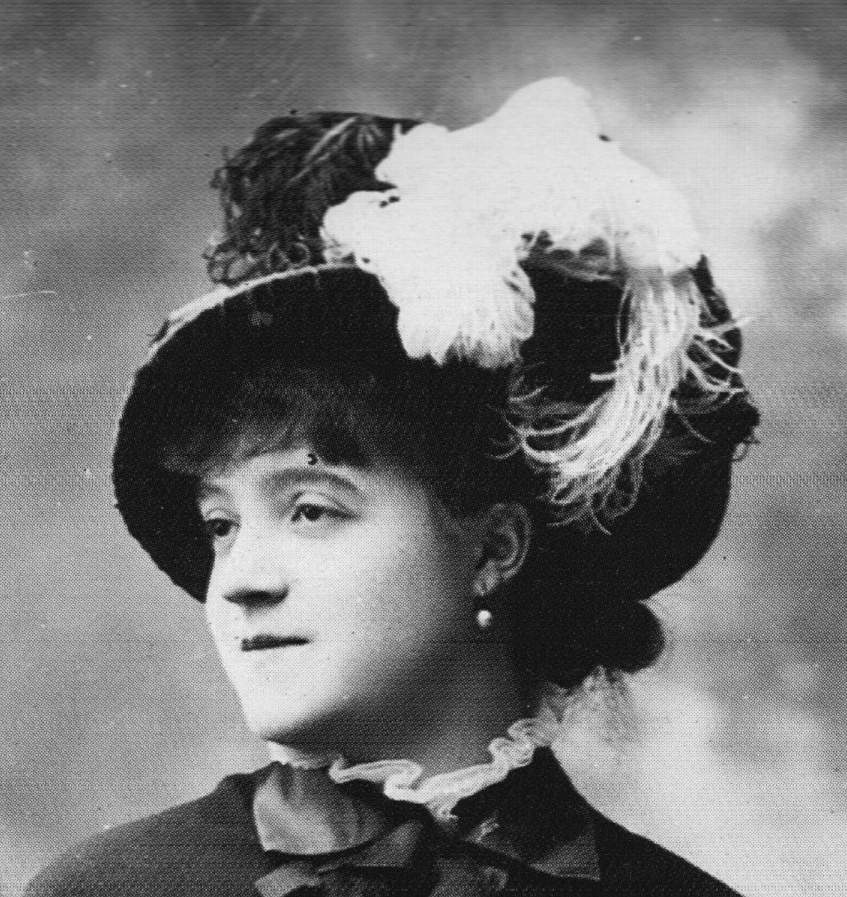
Fotografía de Nadar

Ellen Andrée, Hélène André (París, 7 de marzo de 1856-París, 9 de diciembre de 1933) fue una actriz y modelo francesa conocida por aparecer en cuadros de Édouard Manet, Edgar Degas, Pierre-Auguste Renoir y otros impresionistas.

## Biografía
Nació en el III Distrito de París.
Comenzó su carrera como modelo para la casa de moda parisina Worth. Desde mediados de la década de 1870, frecuentaba el Café de la Nouvelle Athènes, donde conoció a destacados artistas impresionistas de la época. Su especial belleza y apariencia, y también su paciencia al posar, la hicieron una gran modelo. A partir de 1875 figuró en muchas obras conocidas de pintores y fotógafos prominentes.
Esta fama le sirvió para iniciar una carrera actoral. Se formó con el famoso actor Joseph Landrol (1828-1888) e hizo su debut en el Théâtre du Palais-Royal en 1879. También apareció en actuaciones de pantomima del Folies Bergère y de vodevil en el Théâtre des Variétés realizando giras por Rusia, Estados Unidos y Argentina.
En 1887, Andrée se casó con el pintor Henri Julien Dumont  (1859-1921), con quien se fue a vivir a Ville-d'Avray. 
Falleció en el IX Distrito de París. Sus restos descansan en el Cementerio de Montmartre.